# Franciszek Chyb
Franciszek Chyb (ur. 20 stycznia 1895 w Bobrzy, zm. 22 grudnia 1978 w Radomiu) – polski polityk PSL „Wyzwolenie”, Stronnictwa Chłopskiego, BBWR i OZN, poseł, legionista, członek POW, żołnierz ZWZ-AK.

## Życiorys
Pochodził z rodziny chłopskiej. Ukończył szkołę powszechną. W 1914 wstąpił do Legionów, a w latach 1917-1918 był jednym z organizatorów POW w powiecie kieleckim. Od 1919 do 1921 w Wojsku Polskim. Później powrócił do rodzinnej wsi. Tam był działaczem lokalnych organizacji samorządowych (był członkiem rady gminnej w Samsonowie, sejmiku oraz wydziału powiatowego w Kielcach), a także członkiem kółka rolniczego w Bobrzy.
Początkowo w PSL „Wyzwolenie”, z listy którego został wybrany na posła I kadencji z okręgu nr 20.
W latach 1926–1931 był członkiem Stronnictwa Chłopskiego, w którym zasiadał w Radzie Naczelnej ugrupowania. Jako poseł tej partii wszedł w skład Sejmu II i III kadencji (wybrany został z okręgu nr 19). Od 1933 w BBWR, a od 1937 w OZN.
Po wybuchu II wojny światowej był członkiem Związku Walki Zbrojnej i Armii Krajowej. Został aresztowany przez Niemców 4 września 1942. Więziony był przez okupanta w Radomiu, a później w obozach w Auschwitz, Stuttgarcie, Mittelbau-Dora i Sachsenhausen.
Po zakończeniu wojny powrócił do kraju i zamieszkał w Radomiu, gdzie w latach 1946–1965 pracował w Przedsiębiorstwie Budownictwa Miejskiego.